# 12586 Juliaspeyer
12586 Juliaspeyer è un asteroide della fascia principale. Scoperto nel 1999, presenta un'orbita caratterizzata da un semiasse maggiore pari a 2,7570793 au e da un'eccentricità di 0,1808647, inclinata di 3,51978° rispetto all'eclittica.